# Melanophryniscus sanmartini
Melanophryniscus sanmartini là một loài cóc thuộc họ Bufonidae.
Loài này có ở Uruguay và có thể cả Brasil.
Môi trường sống tự nhiên của chúng là vùng đồng cỏ ôn đới, sông ngòi, và vùng nhiều đá.
Chúng hiện đang bị đe dọa vì mất nơi sống.